# Шварц, Михаил Павлович
Михаил Павлович Шварц (1826—1896) — один из участников Синопского боя и выдающийся защитник Севастополя.

## Биография
Родился 19 февраля (3 марта) 1826 г. в селе Черный Верх Белёвского уезда Тульской губернии (теперь Арсеньевский район Тульской области).  Воспитывался в Морском кадетском корпусе, из которого в 1841 г. выпущен гардемарином и 30 декабря следующего года произведён в мичманы. 3 апреля 1849 года произведен в лейтенанты. При истреблении турецкой эскадры на Синопском рейде Шварц, в чине лейтенанта, числился в 33-м флотском экипаже и находился на корабле «Чесма», за отличие был награждён орденом св. Владимира 4-й степени с мечами и бантом. Во время Севастопольской обороны командовал знаменитым редутом на левом фланге 1-го отделения оборонительной линии. Этот редут являлся одним из опаснейших пунктов нашей позиции и носил имя своего командира; 6 декабря 1854 г. Шварц был удостоен ордена св. Георгия 4-й степени:
В воздаяние за отличие, оказанное при бомбардировании в 1854 году города Севастополя Англо-Французскими войсками и флотом.
В деле 7 июня 1855 г. Шварц был контужен в голову осколком разорвавшейся бомбы, награждён золотой саблей с надписью «За храбрость». По окончании войны он командовал разными судами Балтийского флота, среди прочих — двухбашенным броненосцем «Русалка». 8 сентября 1859 года произведен в капитан-лейтенанты. 14 (26) мая 1862 года назначен командиром клипера «Жемчуг». В 1862 г. награждён орденом св. Станислава 2-й степени с короной, в 1864 г. — орденом св. Анны 2-й степени с короной и мечами. 1 января 1866 года произведён в капитаны 2-го ранга. 20 апреля 1869 года был произведен в чин капитана 1-го ранга. В 1870 году командовал броненосной батареей «Первенец» и в 1872—1875 годах броненосным фрегатом «Петропавловск». В 1879 году был пожалован нидерландским орденом Вильгельма и греческим орденом Спасителя.
28 марта 1882 года произведен в чин контр-адмирала и в 1883—1884 годах командовал учебно-артиллерийским отрядом Балтийского моря. Позже был командиром 2-го флотского экипажа и с 17 июня 1885 года Кронштадтским комендантом.
Скончался в Санкт-Петербурге 7 (19) марта 1896 года в чине контр-адмирала, похоронен на Смоленском православном кладбище (могила утрачена).
В честь М. П. Шварца назван мыс Шварца [Тэгудан] (Японское море, полуостров Корея, 39°59′ с.ш., 128°10′ в.д., мыс обследован в 1886 году экипажем клипера «Крейсер», им же присвоено название мысу);